# William Schuessler-Bédard
William Schuessler-Bédard (1993) è un ex sciatore alpino canadese.

## Biografia
Attivo in gare FIS dal dicembre del 2008, in Nor-Am Cup Schuessler-Bédard ha esordito il 3 gennaio 2011 a Val Saint-Côme in slalom speciale, senza completare la prova, ha conquistato il suo unico podio il 9 dicembre 2012 a Copper Mountain in supergigante (3º) e ha preso per l'ultima volta il via il 19 marzo 2015 a Sugarloaf nella medesima specialità (23º). In seguito ha preso parte solo a gare minori fino al definitivo ritiro, avvenuto durante la stagione 2017-2018; la sua ultima gara è stata uno slalom gigante universitario disputato a Mont-Sainte-Anne il 21 gennaio, chiuso da Schuessler-Bédard al 12º posto. In carriera non ha debuttato in Coppa del Mondo né preso parte a rassegne olmipiche o iridate.

## Palmarès

### Nor-Am Cup
- Miglior piazzamento in classifica generale 41º nel 2013 e nel 2014
- 1 podio:
  - 1 terzo posto

### South American Cup
- Miglior piazzamento in classifica generale 28º nel 2012
- 1 podio:
  - 1 secondo posto